# توما الكمبيسي
توما الكمبيسي
هو توما هيميركين (Hemerken). وقد عُرف بالكمبي لأنّه وُلد في (Kempen). أمّا ولادته فكانت سنة 1380 في بمنطقة كولونيا في ألمانيا. درس في مدرسة إخوة الحياة المشتركة (Fratelli della vita comune). ثمّ دخل إلى دير الرهبان الأوغسطينيّين في آنياتينبرغ (Agnetenberg)، وأصبح رئيسًا عليه سنة 1448. وتوفّي في الدير عينه سنة 1471.
ترك توما حوالي تسع وثلاثين أثرًا أدبيًّا متنوّع المواضيع: نسكيّات، ورهبانيّات، وأعمال تاريخيّة، وعظات ورسائل. أمّا كتاب الاقتداء بالمسيح الذي اشتهر بنسبته إليه، فقد أظهر العلم الحديث أنّ نسبته إليه أمر قابل لإعادة النظر فيه. غير أنّ محتوى كتاب الاقتداء بالمسيح يتلاءم مع محتوى مؤلّفات الأخرى ولأجل ذلك تمّ، عبر العصور، تأكيد نسبته إليه. أمّا أسلوبه في الكتابة فهو على عكس أسلوب عصره، لم يتمسّك بالتجريد اللاهوتي، بل كتب بلغة بسيطة مفتّشًا على إيصال الخلاص للنفوس.
تجدر الإشارة إلى أنّ كتاب الاقتداء بالمسيح قد ظهر مطبوعًا باللغة العربيّة سنة 1663 وقد طُبع في روما، أمّا مترجمه فهو الأب الكرملي الحافي سيليستينوس آ. سانتا ليدوينا Coelestinus à S. Liduina.
إعداد مكاريوس جبّور وغادة كمال خوري

## روابط خارجية
- توما الكمبيسي على موقع الموسوعة البريطانية (الإنجليزية)
- توما الكمبيسي على موقع ميوزك برينز (الإنجليزية)
- توما الكمبيسي على موقع إن إن دي بي (الإنجليزية)